# 18396 Nellysachs
18396 Nellysachs este un asteroid din centura principală de asteroizi.

## Descriere
18396 Nellysachs este un asteroid din centura principală de asteroizi. A fost descoperit pe 21 septembrie 1992 la Tautenburg de Freimut Börngen și Lutz Dieter Schmadel. Asteroidul prezintă o orbită caracterizată de o semiaxă mare de 2,39 ua, o excentricitate de 0,18 și o înclinație de 3,0° în raport cu ecliptica.